# Dornenreich
I Dornenreich sono un gruppo musicale austriaco fondato nel 1996.
Inizialmente dediti al black metal melodico, sono recentemente passati a sonorità ambient e neofolk.
Il termine tedesco Dornenreich può significare regno di spine (inteso come sostantivo) oppure pieno di spine (se aggettivo).

## Storia del gruppo
La band fu fondata da Thomas "Valñes" Stock nel 1996, stesso anno in cui Jochen "Evíga" Stock entrò nel gruppo. Nel 1997 Moritz "Gilvan" Neuner completò la prima formazione, che diede alla luce il demo Mein Flügelschlag.

## Formazione

### Formazione attuale
- Jochen Stock (Eviga) - voce, chitarra, basso
- Moritz Neuner (Dragomir/Gilván) -  batteria
- Thomas Riesner (Inve) - violino

### Ex componenti
- Thomas Stock (Valñes / Dunkelkind) - tastiera, voce (1996-2006)

## Discografia

### Album in studio
- 1997 - Nicht um zu sterben
- 1999 - Bitter ist's dem Tod zu dienen
- 2001 - Her von welken Nächten
- 2005 - Hexenwind
- 2006 - Durch den Traum
- 2008 - In luft geritzt
- 2011 - Flammentriebe

### Album dal vivo
- 2009 - Nachtreisen

### Demo
- 1997 - Mein Flügelschlag